# Ambivali Tarf Wankhal
Ambivali Tarf Wankhal é uma vila no distrito de Raigarh, no estado indiano de Maharashtra.

## Demografia
Segundo o censo de 2001, Ambivali Tarf Wankhal tinha uma população de 6796 habitantes. Os indivíduos do sexo masculino constituem 55% da população e os do sexo feminino 45%. Ambivali Tarf Wankhal tem uma taxa de literacia de 73%, superior à média nacional de 59.5%; com 59% para o sexo masculino e 41% para o sexo feminino. 15% da população está abaixo dos 6 anos de idade.